# The Sweeney (film uit 2012)
The Sweeney is een Britse actiefilm uit 2012 van Nick Love met in de hoofdrollen onder meer Ray Winstone en Ben Drew.
De film is gebaseerd op de gelijknamige televisieserie uit 1975–1978. In de jaren 1970 waren overigens ook al twee films gemaakt: Sweeney! (1977) en Sweeney 2 (1978).

## Verhaal
Jack Regan (Ray Winstone) en George Carter (Ben Drew) zijn twee agenten van de "Flying Squad", een afdeling van de Londense politie gespecialiseerd in onder meer gewapende overvallen. Aan het begin van de film voorkomen ze de diefstal van een grote hoeveelheid goudstaven. Tegen de regels in geeft Regan een paar staven aan zijn informant Harry (Alan Ford), waarop een onderzoek wordt gestart. Ondertussen krijgt Regan een tip dat er een grote bankoverval op stapel staat.

## Rolverdeling
| Acteur            | Personage     | Opmerkingen                 |
| ----------------- | ------------- | --------------------------- |
| Ray Winstone      | Jack Regan    | rechercheur                 |
| Ben Drew          | George Carter | rechercheur, Regans partner |
| Damian Lewis      | Frank Haskins | Regans baas                 |
| Steven Mackintosh | Ivan Lewis    | rechercheur, Nancy's man    |
| Hayley Atwell     | Nancy Lewis   | rechercheur, Ivans vrouw    |
| Alan Ford         | Harry         | informant                   |
| Paul Anderson     | Francis Allen | grote crimineel             |
| Steven Waddington | Miller        | rechercheur                 |
| Caroline Chikezie | Clarke        | rechercheur                 |